# Kuku Raadio
Radio Kuku (estonien : Raadio Kuku) est une station de radio estonienne. 

## Histoire
Fondée en 1992 par Rein Lang et Hans H. Luik (et), c'est la première radio politiquement indépendante et privée établie en Estonie post soviétique.
En 2016, selon Kantar Emor, la station a 124 000 auditeurs soient 12,1% de part de marché.

### Rédacteurs en chef
- Erki Berends, 1992
- Merlis Nõgene, 1995-1997
- Harri Tiido, 1997-2000
- Janek Luts, 2003–2011
- Hindrek Riikoja, 2011-

## Fréquences
| Emmeteur   | Fréquence |
| ---------- | --------- |
| Tallinn    | 100,7 MHz |
| Tartu      | 100,2 MHz |
| Viljandi   | 100,8 MHz |
| Paide      | 100,5 MHz |
| Haapsalu   | 100,9 MHz |
| Valga      | 105,3 MHz |
| Pärnu      | 89,9 MHz  |
| Kärdla     | 100,4 MHz |
| Kuressaare | 100,6 MHz |
| Muhu       | 102,0 MHz |
| Rakvere    | 99,6 MHz  |
| Rapla      | 103,2 MHz |
| Jõhvi      | 100,4 MHz |
| Võru       | 91,8 MHz  |
| Narva      | 93,2 MHz  |